# Schweizer Fussballmeisterschaft 1910/11
Die vierzehnte Schweizer Fussballmeisterschaft fand 1910/1911 statt.

## Modus
Die höchste Spielklasse, die Serie A, wurde in drei regionale Gruppen eingeteilt. Ein Sieg brachte 2 Punkte, ein Remis 1 Punkt ein. Die Sieger der drei Gruppen traten in Finalspielen um die Meisterschaft gegeneinander an.
Die Young Boys Bern waren die erste Mannschaft, welche die Meisterschaft dreimal hintereinander für sich entscheiden konnten. Insgesamt stemmten sie den Pokal 1911 bereits zum vierten Mal in die Höhe. Sie egalisierten damit die Leistung des Grasshopper Club Zürich der bis zu diesem Zeitpunkt ebenfalls vier Meisterschaften erringen konnte.

## Serie A Ost
| Pl. | Verein               | Sp. | S | U | N  | Tore    | Diff. | Punkte |
| --- | -------------------- | --- | - | - | -- | ------- | ----- | ------ |
| 1.  | FC Zürich            | 12  | 9 | 3 | 0  | 049:220 | +27   | 21     |
| 2.  | FC Winterthur        | 12  | 9 | 3 | 0  | 041:800 | +33   | 21     |
| 3.  | FC St. Gallen        | 12  | 7 | 0 | 5  | 046:220 | +24   | 14     |
| 4.  | Brühl St. Gallen     | 12  | 5 | 2 | 5  | 031:300 | +1    | 12     |
| 5.  | Young Fellows Zürich | 12  | 5 | 0 | 7  | 025:350 | −10   | 10     |
| 6.  | FC Baden             | 12  | 2 | 0 | 10 | 010:390 | −29   | 04     |
| 7.  | FC Luzern            | 12  | 1 | 0 | 11 | 006:520 | −46   | 02     |

### Entscheidungsspiel
|           | Ergebnis |               |
| --------- | -------- | ------------- |
| FC Zürich | 1:0      | FC Winterthur |

## Serie A Zentral
| Pl. | Verein          | Sp. | S  | U | N  | Tore    | Diff. | Punkte |
| --- | --------------- | --- | -- | - | -- | ------- | ----- | ------ |
| 1.  | Young Boys Bern | 12  | 10 | 2 | 0  | 045:100 | +35   | 22     |
| 2.  | FC Aarau        | 12  | 10 | 0 | 2  | 052:160 | +36   | 20     |
| 3.  | FC Basel        | 12  | 5  | 1 | 6  | 032:360 | −4    | 11     |
| 4.  | FC Biel         | 12  | 4  | 3 | 5  | 028:390 | −11   | 11     |
| 5.  | FC Bern         | 12  | 4  | 1 | 7  | 022:290 | −7    | 09     |
| 6.  | Old Boys Basel  | 12  | 2  | 3 | 7  | 027:420 | −15   | 07     |
| 7.  | Stella Fribourg | 12  | 2  | 0 | 10 | 017:510 | −34   | 04     |

## Serie A West
| Pl. | Verein                   | Sp. | S | U | N  | Tore    | Diff. | Punkte |
| --- | ------------------------ | --- | - | - | -- | ------- | ----- | ------ |
| 1.  | Servette Genf            | 12  | 8 | 3 | 1  | 058:180 | +40   | 19     |
| 2.  | Cantonal Neuchâtel       | 12  | 8 | 3 | 1  | 054:260 | +28   | 19     |
| 3.  | Montriond Lausanne       | 12  | 5 | 4 | 3  | 034:350 | −1    | 14     |
| 4.  | FC La Chaux-de-Fonds     | 12  | 5 | 3 | 4  | 034:300 | +4    | 13     |
| 5.  | Étoile La Chaux-de-Fonds | 12  | 5 | 1 | 6  | 030:330 | −3    | 11     |
| 6.  | Narcisse-Montreux        | 12  | 2 | 0 | 10 | 023:530 | −30   | 04     |
| 7.  | FC Genève                | 12  | 1 | 2 | 9  | 019:570 | −38   | 04     |

### Entscheidungsspiel
|               | Ergebnis |                    |
| ------------- | -------- | ------------------ |
| Servette Genf | 11:10    | Cantonal Neuchatel |

## Finalspiele
| Datum      |                 | Ergebnis |               | Ort      |
| ---------- | --------------- | -------- | ------------- | -------- |
| 14.05.1911 | FC Zürich       | 2:1      | Servette Genf | Bern     |
| 28.05.1911 | Young Boys Bern | 4:1      | Servette Genf | Lausanne |
| 11.06.1911 | Young Boys Bern | 1:0      | FC Zürich     | Basel    |

| Pl. | Verein          | Sp. | S | U | N | Tore    | Diff. | Punkte |
| --- | --------------- | --- | - | - | - | ------- | ----- | ------ |
| 1.  | Young Boys Bern | 2   | 2 | 0 | 0 | 005:100 | +4    | 04     |
| 2.  | FC Zürich       | 2   | 1 | 0 | 1 | 002:200 | ±0    | 02     |
| 3.  | Servette Genf   | 2   | 0 | 0 | 2 | 002:600 | −4    | 0      |

Schweizer Meister 1911: Young Boys Bern